# Granol
Granol is een van de eerste sierpleisters die vooral eind jaren zeventig en begin jaren tachtig van de twintigste eeuw zeer populair was.  Granol kan in een waaiervorm worden aangebracht, maar ook staand, in welk geval men een op boomschors lijkende structuur te zien krijgt.
Granol wordt met een spaan op de muur aangebracht. Het kan zowel binnen als buiten worden aangebracht. Granol kan worden overschilderd met latexverf.